# Sarina Wiegman
Sarina Wiegman-Glotzbach (geb. Wiegman; * 26. Oktober 1969 in Den Haag) ist eine niederländische Fußballtrainerin und ehemalige Nationalspielerin. Sie ist seit 2021 Trainerin der englischen Fußballnationalmannschaft der Frauen.

## Karriere
Sarina Wiegman spielte von 1994 bis 2003 in der höchsten niederländischen Frauenliga, der Hoofdklasse, bei der VV Ter Leede aus Sassenheim. Mit dem Klub konnte sie in dieser Zeit zwei niederländische Meisterschaften und einen Pokalsieg feiern. Zuvor hatte sie während ihres Studiums in den USA Fußball gespielt. Vom Spielertyp her war sie „eine Kämpfernatur mit technischem Vermögen“, eine klassische spielverteilende Akteurin im zentralen Mittelfeld. Daneben absolvierte sie zwischen 1987 und 2001 für den KNVB 104 Länderspiele, das erste davon am 23. Mai 1987 gegen Norwegen. Anlässlich ihres 100. Länderspiels überreichte ihr der damalige Bondscoach Louis van Gaal im April 2001 eine Erinnerungsschale. Später im Jahr beendete sie ihre internationale Karriere, nachdem sie schwanger geworden war. Parallel zu Training und Spielen war sie ihrem Beruf als Sportlehrerin nachgegangen.
Nach der aktiven Laufbahn war Wiegman zunächst beim KNVB als Trainerin tätig, verantwortlich für die U-19-Juniorinnen im Bereich West. Ab 2006 war sie Cheftrainerin bei ihrem ehemaligen Verein Ter Leede, mit dem sie erneut die Meisterschaft und den Pokalwettbewerb gewann. Ter Leede begann mit Einführung der Eredivisie als „Satellitenklub“ eine enge Zusammenarbeit mit den Erstligistinnen von ADO Den Haag. Wiegman wechselte zu ADO und betreute die Haager Frauen in der neuen Liga, mit denen sie von 2009 bis 2011 dreimal in Folge den zweiten Platz hinter AZ (2009 und 2010) respektive dem FC Twente (2011) erreichte. 2014 beendete sie ihre Arbeit als Cheftrainerin des ADO Den Haag und wechselte zum Koninklijke Nederlandse Voetbal Bond.
Bei der EM 2009 war Wiegman als Scout für die Nationalmannschaft tätig. Im August 2014 übernahm Wiegman den freien Platz als Co-Trainerin der niederländischen Fußballnationalmannschaft der Frauen und agierte in dieser Position bei der Fußball-WM 2015 in Kanada. Nach der WM in Kanada trennte sich der KNVB vom Bondscoach Roger Reijners und Wiegman übernahm den Cheftrainer-Posten interimistisch. Bei der EM 2017 führte Wiegman die Niederländerinnen zum ersten Titel und wurde im Oktober 2017 zur FIFA-Welttrainerin des Jahres gewählt.
Am 14. August 2020 wurde bekannt gegeben, dass Wiegman ab September 2021 die englische Frauenfußballnationalmannschaft trainieren wird. Damit löste sie Trainer Phil Neville ab, dessen Rücktritt vorher bekanntgeworden war. Unter ihrer Leitung erfolgte bei der Qualifikation zur Weltmeisterschaft 2023 mit dem 20:0 über Lettland der höchste Sieg in der Geschichte der Auswahl. Ihr Vertrag wurde im Januar 2024 bis 2027 verlängert.
Als Trainerin der englischen Nationalmannschaft gewann sie 2022 die Europameisterschaft. Wiegman wurde dadurch zur ersten Trainerin, die eine Fußballeuropameisterschaft mit zwei unterschiedlichen Nationalmannschaften gewann.
2025 gewann sie erneut den EM-Titel mit England. Damit ist sie nach Tina Theune (1997, 2001, 2005) die zweite Trainerin, die dreimal in Folge die Europameisterschaft gewann.

## Erfolge
Als Spielerin
- Niederländische Meisterschaft: 2000/01, 2002/03
- Niederländischer Pokal: 1986/87, 2000/01

Als Trainerin

- Niederländische Meisterschaft: 2006/07, 2011/12
- Niederländischer Pokal: 2006/07, 2011/12, 2012/13
- Europameisterschaft: 2017 (Niederlande), 2022, 2025 (je England)
- Vize-Weltmeisterschaft: 2019 (Niederlande),  2023 (England)

Persönlich
- IFFHS-Welt-Nationaltrainerin: 2020
- FIFA-Welttrainerin des Jahres im Frauenfußball: 2017, 2020, 2022, 2023
- UEFA Club Football Awards Trainerin des Jahres: 2023